# Naked Without You (singolo)
Naked Without You è un singolo della cantante statunitense Taylor Dayne, pubblicato nel 1999 ed estratto dall'album omonimo.
La canzone è stata scritta da Andrew Roachford, Rick Nowels e Billy Steinberg.
Proprio Roachford la aveva pubblicata originariamente nel 1997 nel suo album Feel.

## Tracce
1. Naked Without You - Thunderpuss 2000 (Club Anthem)
2. Naked Without You - ThunderDUB
3. Naked Without You - TP2K (Mixshow Mix)
4. Naked Without You - Thunderpuss 2000 (radio edit)
5. Naked Without You - Album Mix